# 楚格大屠杀
楚格大屠杀（英語：Zug massacre）是指2001年9月27日发生在瑞士楚格州的一起大规模谋杀。凶手弗里德里希·莱巴彻（Friedrich Leibacher）用枪械和自制炸弹杀害14名政客与记者后自杀。瑞士总统莫里茨·洛伊恩贝格尔在案件发生后下令全国降半旗哀悼三天。

## 受害者名单
- Erich Iten，44岁
- Herbert Arnet，50岁

- Peter Bossard，63岁
- Martin Döbeli，57岁
- Karl Gretener，40岁
- Heinz Grüter，53岁
- Wilhelm Wismer，44岁
- Konrad Häusler， 45岁
- Kurt Nussbaumer，49岁
- Rolf Nussbaumer， 36岁
- Monika Hutter-Häfliger，52岁
- Jean Paul Flachsmann， 65岁
- Katharina Langenegger-Lipp，59岁
- Dorothea Heimgartner-Häller， 53岁[4]